# Amerikansk sortbjørn
Amerikansk sortbjørn (Ursus americanus) også kaldet baribalen er en nordamerikansk bjørn. Bjørnen er dog ikke udbredt i den nordligste del af Canada og den vestlige del af Alaska.
Amerikansk sortbjørn vejer cirka 150 (70-290) kilogram og er cirka 160 (130-180) centimeter høj og dermed en af de mellemstore bjørne. Dens farve er typisk sort eller kanelbrun, men kan også i sjældne tilfælde være hvid. Snuden har en brun farvetoning.
Bjørnen har spinkle knogler og meget bevægelige poter, og kan derfor uden problemer klatre
i træer hele livet selv med en vægt på 150 kilogram.